# Ernest Batson Price
Ernest Batson Price, né à Henzada (Birmanie) le 13 octobre 1890, et mort à Los Gatos (Californie) le 20 octobre 1973, était un diplomate, militaire, homme d'affaires et professeur d'université américain. Des années 1920 aux années 1950, il a été reconnu aux États-Unis comme l'un des meilleurs connaisseurs de la Chine, où il a passé plus de vingt ans[réf. nécessaire].